# Lilburn Tower
Lilburn Tower est un manoir du XIXe siècle situé à Lilburn, près de Wooler, dans le Northumberland. La propriété est un bâtiment classé Grade II * et fait partie du domaine Lilburn. Un certain nombre de bâtiments et de monuments discrets sont disséminés dans le parc, notamment le Hurlestone, la tour Hurlestone et un observatoire astronomique.

## Histoire
Les anciens manoirs d'East et West Lilburn sont unis lorsque les deux sont achetés séparément par John Clennell de la famille Clennel de Clennell Hall vers 1700. Les vestiges de l'ancien manoir du XVe siècle, connu sous le nom de West Lilburn Tower, qui incorpore une tour pele, sont classés monument historique et protégés par le statut de bâtiment classé Grade II.
À la mort de Thomas Clennel, le domaine est dévolu à son neveu, Henry Collingwood, qui est haut shérif de Northumberland en 1793 . Le domaine est légué à Henry John William Collingwood de Cornhill dans les années 1820, et en 1828, il commence la construction de l'imposant nouveau manoir de style élisabéthain conçu par l'architecte John Dobson. La maison, connue sous le nom de Lilburn Tower, est finalement achevée en 1842 pour un coût d'environ 25 000 £. Collingwood lui-même conçoit le parc et les jardins. Il est haut shérif de Northumberland en 1832.
Le 3 janvier 1829, la première pierre de l'hôtel particulier est posée lors d'une cérémonie élaborée sous la direction de l'architecte. Une capsule témoin de divers objets est déposée sous la pierre : "deux récipients en verre, l'un contenant les différentes pièces de monnaie du règne de George IV, l'autre un journal du 3 janvier, ainsi qu'un MS contenant les noms suivants : - "Robert Hall, Alnwick, maçon ; Thomas Wallace and Sons, Newcastle, charpentiers et menuisiers ; Ralph Dodds, Newcastle, plâtrier ; Robert Wallace, greffier des travaux." Les deux capsules sont scellés aux armes de Collingwood." .
En 1842, peu de temps après la mort d'Henry, le domaine est vendu à son parent Edward John Collingwood  (1815–1895) d'Eglingham, neveu de l'amiral Cuthbert Collingwood. Son fils, le colonel Cuthbert Collingwood (1848–1933) et son petit-fils Edward Foyle Collingwood, haut shérif en 1937, en sont plus tard les propriétaires. La maison et le domaine appartiennent maintenant à Duncan Davidson, le fondateur des constructeurs de maisons Persimmon plc .